# Necydalinae
Necydalinae је мала потпородица у фамилији стрижибубе (Cerambycidae) и у прошлости је сматрана трибусом у потпородици Lepturinae, али је од скорије призназа као засебна подфамилија. У Србији су, као и у Европи, заступљене само 2 врсте. Изгледом су неуобичајени за стрижибубе јер су им покрилца врло кратка; по томе су сличнији краткокрилцима (Staphylinidae), али више личе на неке осе.

## Опште одлике
Предње коксе (кукови) су купасте, глава је иза очију са израженим образима и јасним вратом. Елитре су врло кратке, а други пар опнастих крила је већим делом слободан и положен на абдомен целом својом дужином. Очи су бубрежастог облика. Тело је средње величине, издужено и витко.

## Родови
- Atelopteryx
- Callisphyris
- Cauarana
- Hephaestioides
- Hephaestion
- Mendesina
- Necydalis
- Parahephaestion
- Planopus
- Rhathymoscelis
- Stenorhopalus
- Ulochaetes

## Врсте које живе у Европи
- Necydalis major - Големи стршљенац
- Necydalis ulmi - Брестов стршљенац